# Jennifer Veiga
Jennifer Veiga (* 10. Oktober 1962 in Long Beach, Kalifornien) ist eine US-amerikanische Politikerin der Demokratischen Partei.

## Leben
Nach ihrer Schulzeit an der Irvine High School studierte Jennifer Veiga an der University of Colorado at Boulder Politikwissenschaften. Danach studierte sie Rechtswissenschaften am National Law Center der George Washington University in Washington, D.C. Rechtswissenschaften. Nach dem Studium war Veiga als Rechtsanwältin in Denver bei der Rechtsanwaltskanzlei Hall & Evans, LLC  tätig.
Von 1996 bis 2003 war Veiga Abgeordnete im Repräsentantenhaus von Colorado. Danach saß sie von 2003 bis zum 15. Mai 2009 im Senat von Colorado. Veiga gab ihr Amt als Senatorin in Colorado auf, da in Australien die Mutter ihrer Lebenspartnerin Bronwyn Russell erkrankt war. Veigas Sitz im Senat nahm daraufhin ihr Parteikollegen Pat Steadman ein.